# Stanisław Sosabowski
Stanisław Franciszek Sosabowski (8 de mayo de 1892 - 25 de septiembre de 1967) fue un militar polaco de la Segunda Guerra Mundial.  Luchó en la batalla de Arnhem en 1944, como comandante de la Primera Brigada Polaca de Paracaidistas Independiente.

## Biografía
Sosabowski fue reclutado en 1913 por el ejército austrohúngaro, en el que tomó parte de la Primera Guerra Mundial. Sosabowski fue retirado del frente debido a las heridas sufridas en combate. Cuando Polonia retomó su independencia en 1918, Sosabowski se presentó voluntariamente al ejército polaco, e ingresó en el Ministerio de Asuntos de Guerra en Varsovia.
Fue profesor de la Escuela General de Guerra de Varsovia.
Exiliado en el Reino Unido junto con 6000 hombres después de la rendición de Polonia ante el III Reich, Sosabowski formó parte de las fuerzas aliadas, y recibió su promoción a general de brigada mientras estaba en Inglaterra. 
Durante el levantamiento de Varsovia Sosabowski pidió permiso para acudir con sus tropas allí y ayudar a sus compatriotas en la insurrección. La petición, no obstante, fue rechazada. La excesiva distancia que había hacia ese lugar y la gran escasez de aviones de transporte, unido todo esto a la no disposición de los soviéticos a facilitar sus bases aéreas para la operación, conspiró contra la realización del intrépido plan de Sosabowski. 
Conocido por ser anticomunista, también era un hombre valiente, criterioso, franco y directo. Por lo mismo, no ahorró críticas a la hora de conocer la que posteriormente sería la fallida o mediocre incursión de Montgomery en Holanda, la Operación Market-Garden en septiembre de 1944 y en la que muy a su disgusto, sus fuerzas polacas tuvieron que participar y en donde lamentablemente sufrieron muchas bajas.
Después de la guerra, consciente que no podía volver otra vez a Polonia por estar regida por los comunistas, él, como muchos otros, se quedó en Inglaterra. Se dio de baja del ejército y en Londres encontró empleo como trabajador en una fábrica de esa ciudad. 
Falleció allí el 25 de septiembre de 1967 y en 1968, siguiendo sus deseos, fue sepultado en Varsovia.

## Cultura popular
En la película Un puente lejano el laureado actor estadounidense Gene Hackman interpreta a Sosabowski.